# Planungssystem
Ein Planungssystem ist ein Anwendungssystem, welches darauf abzielt, dass zum einen die bei der Planung von Unternehmensprozessen verwendeten Daten zuverlässig sind und zum anderen mehr Alternativen innerhalb des Planungsprozesses betrachtet werden können.

## Planungssysteme und Kontrollsysteme
Zusammen mit den Kontrollsystemen gewährleisten Planungssysteme eine präzise Planung und Kontrolle von Unternehmensprozessen. Das Gegenteil von Planungs- und Kontrollsystemen sind die Operativen Systeme, die sich eher mit dem operativen Prozess, also der Prozessdurchführung selbst beschäftigen.
Planungs- und Kontrollsysteme sind vor allem für das mittlere Management in den Bereichen der Forschung und Entwicklung (F&E), Beschaffung, Lagerhaltung, Produktion, Versand und Kunden relevant, ebenso wie für das Top-Management in Bezug auf die Unternehmensplanung. Allgemein lassen sich die Funktionen der Planungs- und Kontrollsysteme auf der Ebene des mittleren Managements in die Funktionen Finanzwesen, Rechnungswesen, Gebäudemanagement und Personalwesen herunterbrechen.